# Willy Lüdtke
Willy August Fürchtegott Lüdtke (* 4. November 1875 in Köslin; † 5. Juni 1945 in München) war ein deutscher Bibliothekar und evangelischer Theologe.

## Leben
Willy Lüdtke studierte Theologie und Christliche Archäologie und wurde 1897 in Greifswald promoviert. 1898 trat er als Volontär in die Staatsbibliothek Berlin ein, wo er 1900 Assistent wurde. 1902 wechselte er an die Universitätsbibliothek Kiel, wo er 16 Jahre blieb. Hier arbeitete er an der Schaffung eines neuen systematischen Zettelkatalogs mit. 1918 ging er für kurze Zeit an die Staatsbibliothek nach Berlin zurück, bevor er im Jahr darauf an der Staats- und Universitätsbibliothek in Hamburg tätig war. Dort blieb er bis zu seiner Pensionierung 1943. 1919 erhielt er den Titel Professor. In der Hamburger Bibliothek betreute er die Fachreferate Theologie und Orientalistik und widmete sich besonders dem Deutschen Bibel-Archiv, dessen Bestände im Zweiten Weltkrieg komplett zerstört wurden.

## Schriften (Auswahl)
- Untersuchungen zu den Miniaturen der Wiener Genesis, Greifswald: Bindewald 1897 (Greifswald, Univ., Diss., 1897).
- zusammen mit Theodor Nissen: Die Grabschrift des Aberkios: ihre Überlieferung und ihr Text, Leipzig: Teubner 1910.
- Die deutsche Bibel vom 15. bis 18. Jahrhundert. Ausstellung zur Jubelfeier des Lutherischen Neuen Testaments 1522, 21. 9. 1922 veranst. v. d. Staats- und Universitätsbibliothek zu Hamburg, Hamburg 1922.
- Die Verehrung des heiligen Anschar. In: Schriften des Vereins für Schleswig-Holsteinische Kirchengeschichte, Bd. 8. (1926/28), S. 123–162.
- Die Uffenbachsche Evangelien-Harmonie. In: Orientalia Hamburgensia: Festgabe ; den Teilnehmern am Deutschen Orientalistentag Hamburg überreicht, Hamburg: Staats- und Universitätsbibliothek 1926, S. 59–83.